# Grube Caroline (Clausthal)
Die Grube Caroline (auch Grube Carolina) lag westlich des Oberen Pfauenteiches im Osten von Clausthal-Zellerfeld und stellte zusammen mit der Grube Dorothea im 18. Jahrhundert und frühen 19. Jahrhundert die ertragreichste Grube des Burgstätter Gangzuges dar. Heutzutage markiert eine Stahlskulptur den Ort, wo sich der nun verfüllte Schacht befand.

## Geschichte
Die durch den Berghauptmann Heinrich Albert von dem Bussche eingerichtete Bergbaukasse, die von Gewerken verlassene Gruben modernisierte und Prospektion finanzierte, sorgte für eine Wiederbelebung des Bergbaus bei Clausthal. Dies hatte zur Folge, dass reiche Erzmittel entdeckt wurden. Auf dem teils 30 Lachter mächtigen Burgstätter Hauptgang nahm die Grube Dorothea 1702 zum dritten Mal ihren Betrieb auf und kam nach sieben Jahren in Ausbeute. Auf Basis dieses Erfolgs wurde unweit im Jahr 1711 die Grube Caroline als gewerkschaftliche Grube gemutet, die mit der Dorothea markscheidete.
Ab 1713 begann der Erzabbau und zwei Jahre später war sie in Ausbeute. Im Gegensatz zur Dorothea wurden hier bereits Erze in geringer Teufe abgebaut. Die hohe Lage des Schachtes ermöglichte allerdings zunächst kein effektives Anbinden an die Wasserwirtschaft. Stattdessen wurde wie auch bei der Grube Dorothea bis 1717 mit Haspel und Menschenkraft, ab 1717 mit Pferdegaipel gefördert. 1720 schaffte man es, wöchentlich 90 Tonnen silberhaltiges Erz zu fördern.
Erst 1726 wurde eine Wasserkunst mit kurzem Feldgestänge errichtet, das aber nur zur Hälfte mit Wasser vom Grünhirschler Teich beaufschlagt werden konnte. 1731 folgte ein eigenes Kehrrad (26 Fuß hoch), welches neben dem Dorotheer Kehrrad am südwestlichen Ende des Mittleren Pfauenteiches stand. Von dort führte ein 722 m langes doppeltes Feldgestänge zum Schacht. Die Belegung mit 80 Bergleuten brachte so 100 bis 120 Tonnen Erz pro Woche. Noch im Jahr 1755 mussten zusätzlich Pferde bei der Förderung eingesetzt werden, die wesentlich teurer waren und auch bezahlt werden mussten, wenn sie gar nicht genutzt wurden. So wurde über Jahrzehnte das komplexe System aus Teichen weiter ausgebaut, die zusammen mit Wasser, welches über den Sperberhaier Damm (ab 1734) herangeführt wurde, und mithilfe des Polsterberger Hubhauses und der Huttaler Widerwaage ausreichend Aufschlagwasser zur Verfügung stellten.
1765 wurde die Wasserkunst (nun 27,5 Fuß hohes Kunstrad) der Caroline modernisiert und zeitweise parallel zu dem alten Kehrrad betrieben.
Ab 1814 nahm der Ertrag konstant ab. Bis dahin hatte die Grube eine summierte Ausbeute von drei Millionen Reichstalern. Das Jahr der höchsten Ausbeute war 1761. 1821 erreichte man die finale Teufe von 254 Lachtern (489 m), wovon aber nur 236 Lachter (454 m) befahrbar waren.
Im Jahr 1824 besuchte Heinrich Heine die Grube und beschrieb seine Eindrücke in der „Harzreise“.
Bis zum Jahr 1829 war die Grube in Ausbeute und wurde noch im gleichen Jahr verstaatlicht.
Im Jahr 1834 gab es Praxisversuche mit dem vom Oberbergrat Julius Albert erfundenen Drahtseil in der Grube. Diese Versuche waren teilweise erfolgreich; eine Alternative zu hölzernen Kunstgestängen oder hölzernen Fahrtenschenkeln stellten die neuen Drahtseile aber zunächst nicht dar.
Ab 1850 befand sich die Grube endgültig in Zubuße. Der technisch veraltete Caroliner Schacht war ab dem Niveau des Tiefen-Georg-Stollens bereits verbrochen, weshalb für die Caroline und Dorothea ein „neuer Wetterschacht“ geplant war. Außerdem gab es einen großen Holzverbrauch. 1855 wurde die Caroline nach Einstellung des Betriebes der Grube Neue Benedicte die östlichste Grube auf dem Burgstätter Gangzug. Sie wurde bis 1866 weiterbetrieben und sofort nach Einstellung verfüllt. In den letzten Betriebsjahren wurden im Jahresdurchschnitt 91.520 Zentner Erz gefördert, daraus gewann man jährlich 1.509 Pfund Silber und 7.454 Zentner Blei. Inklusive Aufsehern arbeiteten 118 Bergleute in der Grube.
In den mehr als einhundert Jahren erfolgreicher Ausbeute befuhren mehr als 20.000 Persönlichkeiten des 18. und 19. Jahrhunderts (darunter Johann Wolfgang von Goethe sowie James Watt) die Grube Caroline und Dorothea. Heinrich Heine bezeichnete die Grube als „Die schmutzigste Caroline, die ich je gesehen habe.“

### Caroliner Wetterschacht
Nach der Einstellung der Grube Caroline stellte der Caroliner Wetterschacht den neuen östlichsten Schacht im Burgstätter Gangzug dar. Er wurde zwischen 1864 und 1867 angelegt und reichte mit einer Teufe von 286 m bis zum Tiefen-Georg-Stollen.
Nachdem auch der Betrieb der zu belüftenden tiefen Gruben im Clausthaler Revier eingestellt wurde, verfüllte man in den 1970er Jahren den Wetterschacht. Im Jahr 2007 wurden die oberen 24 m freigelegt und sind seit 2009 Teil des Oberharzer Bergwerksmuseums.

### Anbindung an Wasserlösungsstollen
An die Grube Caroline sind folgende Wasserlösungsstollen in der jeweiligen Teufe angebunden:
- Frankenscharrn-Stollen (38 Lachter bzw. 73 m)
- 19-Lachter-Stollen (60 Lachter bzw. 115 m)
- 13-Lachter-Stollen (73 Lachter bzw. 140 m)
- Tiefer Georg-Stollen (149 Lachter bzw. 287 m)
- Ernst-August-Stollen (204 Lachter bzw. 392 m)
- Tiefste Wasserstrecke (324 Lachter bzw. 623 m)

## Geförderte Erze
In der Grube Caroline erfolgte der Abbau von Zundererz mit schwankendem Silbergehalt.
Weiterhin erfolgte die Förderung von Dunklem Fahlerz, Schwarzgültigerz und gemeinem Quarz mit Kalkspat-Anteilen.
Während vor allem östlich der Grube Caroline nur fauler Tonschiefer gefunden wurde, enthielt der Tonschiefer in der Grube Bittersalz und sehr selten auch Grauspießglanz.

### Aufbereitung
Die Aufbereitung der geförderten Erze erfolgte im zweiten und dritten Polstertaler Pochwerk.